# Булгаков, Михаил Аркадьевич
Михаил Аркадьевич Булгаков (1894, слобода Белая (Беловский район Курская область) — после 1945) — майор Рабоче-крестьянской Красной Армии, участник Гражданской и Великой Отечественной войн, Краснознамёнец (1924).

## Биография
Михаил Булгаков родился в 1894 году. Служил в царской армии, участвовал в боях Первой мировой войны, дослужился до звания прапорщика. В 1917 году вступил в РКП(б), был избран в полковой комитет. В 1918 году Булгаков пошёл на службу в Рабоче-крестьянскую Красную Армию. Начинал службу инструктором Всевобуча в Курской губернии. Участвовал в боях Гражданской войны, будучи адъютантом 3-го стрелкового полка, начальником штаба 8-го Туркестанского и 138-го Туркестанского полков.
Активно участвовал в разгроме басмаческих бандформирований, особенно отличившись 9 мая 1922 года в бою в районе кишлаков Костич и Гармо. Приказом Революционного Военного Совета Республики № 96 от 15 апреля 1924 года начальник штаба 8-го Туркестанского полка Михаил Булгаков был награждён орденом Красного Знамени РСФСР.
После окончания войны Булгаков продолжил службу в Рабоче-крестьянской Красной Армии. Заочно окончил Военную академию имени М. В. Фрунзе. В 1933-1940 годах находился в долгосрочном отпуске. В 1940 году Булгаков повторно был призван в армию. Участвовал в боях Великой Отечественной войны, будучи помощником начальника разведывательного отдела 7-го стрелкового корпуса. Пропал без вести в июне 1941 года. Сообщение ушло сестре — Полякова Ефросинья Харитовна, Киргизская ССР, Ошская область, Узгенский район, с. Мирза- Аки
По данным на 1945 год (Приказ Главного управления кадров Народного комиссариата обороны СССР № 02397 от 22 августа 1945)уволен из армии по инвалидности.
Был также награждён орденом Красного Полумесяца 2-й степени Бухарской НСР (2.4.1925).